# Pedro Poklepovic Novillo
Pedro Poklepovic Novillo; (Iquique, 5 de octubre de 1906 - Santiago, 9 de septiembre de 1993). Abogado y político liberal chileno. Hijo de Santiago Poklepovic Mazzola y Julia Novillo Ginés. Se casó con Doris Braun Page.
Estudió en el Colegio de los Sagrados Corazones de Valparaíso y Curso de Leyes del mismo Colegio. Se recibió de abogado el 14 de julio de 1931; la tesis se llamó “Abandono de la nave y el flete”.
Ejerció su profesión en Valparaíso. Integró las filas del Partido Liberal; fue miembro de la Junta Directiva y vicepresidente de su partido.
Fue Director de la Compañía Carbonífera de Lota; de la Compañía de Seguros La Marítima; de la Fundación Oscar y Elsa Braun; de la Compañía Naviera Arauco, de la Compañía Minera Huanchaca de Bolivia. Presidente de la Sociedad Explotadora de Tierra del Fuego. Tuvo especial relevancia su gestión en la Corporación de Ventas de Salitre y Yodo.
Elegido Diputado por la 6ª agrupación departamental, Valparaíso, Casablanca, Quillota y Limache (1937-1941), integrando la comisión de Hacienda y la de Relaciones Exteriores. Reelecto Diputado por la misma agrupación de comunas para el período 1941-1945, participó en esta ocasión en la comisión de Constitución, Legislación y Justicia.
Electo Senador por la 3ª agrupación provincial de Aconcagua y Valparaíso (1945-1953), formó parte de la comisión de Hacienda, la de Minería y la de Fomento Industrial. Reelegido Senador por la misma agrupación provincial para el período 1953-1961. En esta oportunidad integró la comisión de Relaciones Exteriores, la de Comercio y la de Constitución, Legislación y Justicia. 
Presidente del Círculo de Oficiales de Reserva del Regimiento Coraceros. Socio del Club de La Unión, del Valparaíso Sporting Club, del Club de Golf de Granadilla; socio desde 1947 a 1952, y presidente del Club de Viña del Mar; socio del Club Naval de Campo y Club de Septiembre de Santiago.
Tras una larga enfermedad cardíaca, fallece en Santiago, el 9 de septiembre de 1993.